# 数珠丸
数珠丸（じゅずまる）は、鎌倉時代に作られたとされる日本刀（太刀）である。日本の重要文化財に指定されており、兵庫県尼崎市にある本興寺に所蔵されている。天下五剣の一つに数えられている名物の一つである。

## 概要
平安末期から鎌倉前期に青江恒次によって作られたとされる刀である。青江派は平安時代末期から南北朝時代にかけて備中国で活躍した刀工集団であり、恒次は御番鍛冶の一人として青江派を代表する刀工であり、青江派の時代区分のうち古青江（こあおえ）に分類されている。
一方で、青江恒次とは作風を異にすることから刀工には異説も存在し、佐藤貫一（佐藤寒山）は、古備前派の正恒の子である備前恒次の作ではないかとした。公益財団法人日本美術刀剣保存協会などの近年の研究によれば、鎌倉後期に備前国で活躍した古備前派左近将監恒次の作であると断定されている。
享保名物帳によると数珠丸の拵えは、「光甫物数寄の拵、蓮華の紋にして、四分一すりはがし也」と記されているが、この太刀は別の拵えである。
元は日蓮が所持していた守り刀であり、日蓮が甲州身延山へ入山した際に、護身用として信者から贈られたものであった。刀身の美しさに魅せられた日蓮は、柄に数珠を巻いて破邪顕正（はじゃけんしょう、邪なものを打ち破って正しい考えを示すこと）の太刀として、佩刀としていたところから「数珠丸」という名前が付いたとされる。日蓮の没後、数珠丸は身延山久遠寺に持ち込まれ、日蓮の遺品のうち袈裟と中啓（ちゅうけい、扇の一種）と数珠丸を合わせて三遺品と称された遺品たちと寺で厳重に保管されていた。
享保名物帳・詳註刀剣名物帳にも紛失の経緯は記されておらず不明だが、享保年間に久遠寺から行方不明となった。1919年（大正8年）ごろ、兵庫県尼崎市在住の刀剣愛好家である杉原祥造が、華族の競売にかけられた物件の中から数珠丸を再発見したとされる。久遠寺に返納しようとしたが本物か疑わしいと返納を拒否されたため、杉原邸の近所にある本興寺に寄進された。数珠丸とされている刀剣は、1922年（大正11年）4月13日付で、当時の国宝（後の重要文化財）に指定された。指定名称は「太刀 銘恒次（名物数珠丸）」である。

## 刀身
刃長83.7cm、反り3.0cm。鍛えは、小板目、乱れ映り立ち地沸つく。佩表に「恒次」の銘が切られ、目釘孔一。
日本刀研究者の佐藤貫一（佐藤寒山）は、作者の恒次が古青江派であろうと古備前派であろうと本作の価値に変わりはなく、「生ぶ茎在銘の堂々たる太刀姿で、しかも頗る健全で出来がよく」と評し、日蓮の佩刀であることに恥じない名刀としている。

## 同名の太刀
数珠丸という名の太刀が江梨鈴木氏の祖・繁伴所縁の太刀として鈴木家に伝わっていたが、明応地震津波により失したという。